# قره‌جیک زید
قره‌جیک زید (به لاتین: Qaracik Zeyid) یک منطقه مسکونی در جمهوری آذربایجان است که در شهرستان خاچماز واقع شده است. قره‌جیک زید ۱۰۳۹ نفر جمعیت دارد.